# Hafsa bint Umar
Hafsa bint Umar ibn al-Khattab (arabiska:حفصة بنت عمر), född 605, död 665, var en av den muslimska profeten Muhammads hustrur. Som sådan tillskrivs hon ofta titeln "Umm-ul-Mu'mineen" ("de troendes moder").
Hon var dotter till Umar ibn al-Khattab och Zaynab bint Maz'un. 
Hon gifte sig först med Khunays ibn Hudhafa. Paret fick inga barn. Hon blev änka 624. 
Muhammed gifte sig med henne 625. Paret fick inga barn. 
Hafsa är känd för den roll hon spelade i uppenbarelsen Surat al-Tahrim. Muhammed brukade ha samlag regelbundet med sina hustrur på bestämda dagar. Då hon återkom efter ett besök hos sin far upptäckte hon att Muhammed hade samlag med sin slav Maria al-Qibtiyya i Hafsas säng. Muhammed lovade då att inte ha samlag med sin slav igen. En tid därefter fick han dock uppenbarelsen Surat al-Tahrim, som sade att han hade rätt att ha samlag med dem Gud tillåtit honom att ha samlag med, och att hans hustrur annars skulle ersättas med bättre sådana. 
Hon överlevde Muhammeds död 632. Som änka efter Muhammed var hon förbjuden att gifta om sig, men fick en pension av Rashidunkalifatet.